# Loukeenluoto
Loukeenluoto eller Kuiviraumon Tortti med Tortti är en ö i Finland. Den ligger i Bottenhavet och i kommunen Nystad i den ekonomiska regionen  Nystadsregionen i landskapet Egentliga Finland, i den sydvästra delen av landet. Ön ligger omkring 77 kilometer nordväst om Åbo och omkring 220 kilometer väster om Helsingfors.
Öns area är 36 hektar och dess största längd är 1,7 kilometer i öst-västlig riktning.

## Sammansmälta delöar
- Loukeenluoto 60°56′18″N 21°16′01″Ö / 60.93835°N 21.26699°Ö
- Tortti 60°56′12″N 21°15′01″Ö / 60.9368°N 21.25021°Ö